# Olympique de Marseille 2019-2020
Questa voce raccoglie le informazioni riguardanti l'Olympique de Marseille nelle competizioni ufficiali della stagione 2019-2020.

## Divise e sponsor
Il main sponsor era Uber Eats, piattaforma statunitense di ordinazione e consegna di cibo, lo sponsor tecnico, fornitore delle tenute da gioco, Puma.
| Casa | Trasferta | 3ª tenuta |

## Rosa
| N. |                        | Ruolo | Calciatore               |
| -- | ---------------------- | ----- | ------------------------ |
| 2  | Giappone (bandiera)    | D     | Hiroki Sakai             |
| 4  | Francia (bandiera)     | D     | Boubacar Kamara          |
| 7  | Serbia (bandiera)      | C     | Nemanja Radonjić         |
| 8  | Francia (bandiera)     | C     | Morgan Sanson            |
| 9  | Argentina (bandiera)   | A     | Darío Benedetto          |
| 10 | Francia (bandiera)     | A     | Dimitri Payet (capitano) |
| 12 | Paesi Bassi (bandiera) | C     | Kevin Strootman          |
| 15 | Croazia (bandiera)     | D     | Duje Ćaleta-Car          |
| 16 | Francia (bandiera)     | P     | Yohann Pelé              |
| 17 | Francia (bandiera)     | C     | Bouna Sarr               |
| 18 | Francia (bandiera)     | D     | Jordan Amavi             |
| 20 | Francia (bandiera)     | D     | Christopher Rocchia      |
| 22 | Francia (bandiera)     | C     | Grégory Sertic           |

| N. |                    | Ruolo | Calciatore           |
| -- | ------------------ | ----- | -------------------- |
| 24 | Tunisia (bandiera) | C     | Saîf-Eddine Khaoui   |
| 26 | Francia (bandiera) | A     | Florian Thauvin      |
| 27 | Francia (bandiera) | C     | Maxime Lopez         |
| 28 | Francia (bandiera) | A     | Valère Germain       |
| 30 | Francia (bandiera) | P     | Steve Mandanda       |
| 29 | Francia (bandiera) | A     | Florian Chabrolle    |
| 32 | Francia (bandiera) | D     | Lucas Perrin         |
| 31 | Comore (bandiera)  | D     | Abdallah Ali Mohamed |
| 33 | Francia (bandiera) | A     | Isaac Lihadji        |
| 34 | Francia (bandiera) | C     | Alexandre Phliponeau |
| 36 | Francia (bandiera) | D     | Dembo Gassama        |
| 36 | Francia (bandiera) | A     | Marley Aké           |
| 40 | Francia (bandiera) | P     | Ahmadou Dia          |